# Calanthe argenteostriata
Calanthe argenteostriata là một loài thực vật có hoa trong họ Lan. Loài này được C.Z.Tang & S.J.Cheng mô tả khoa học đầu tiên năm 1981.